# Axino
Na física de partículas, o Axino (
A͂0
) é uma partícula elementar hipotética. Segundo a teoria de Peccei-Quinn, que tentou explicar o fenômeno conhecido por violação da simetria CP com a introdução de uma partícula hipotética chamada áxion, e para garantir a consistência com a supersimetria, especula-se a necessidade da existência de uma s-partícula fermiônica para o áxion, o axino.
Atualmente se acredita que o axino seja a partícula supersimétrica mais leve do modelo padrão. Se isto se confirmar, ele será um candidato a compor a matéria escura.